# Rivière aux Écorces (rivière Pikauba)
Pour les articles homonymes, voir Écorce (homonymie) et Rivière aux Écorces.
La rivière aux Écorces est un affluent de la rivière Pikauba, dans la province de Québec, au Canada. Son cours traverse successivement les municipalités régionales de comté (MRC) de :
- La Côte-de-Beaupré (région administrative de la Capitale-Nationale) : territoire non organisé Lac-Jacques-Cartier.
- Lac-Saint-Jean-Est (région administrative du Saguenay–Lac-Saint-Jean) : territoire non organisé de Lac-Moncouche, municipalité de Belle-Rivière et territoire non organisé de Lac-Achouakan ;
- Le Fjord-du-Saguenay (région administrative du Saguenay–Lac-Saint-Jean) : territoire non organisé de Lac-Ministuk.

La vallée de la rivière aux Écorces est surtout accessible par la route 169 (route d’Iberville) ; d’autres routes forestières secondaires ont été aménagées dans le secteur pour les besoins de la foresterie et des activités récréotouristiques,.
La foresterie constitue la première activité économique du secteur ; les activités récréotouristiques, en second.
La surface de la rivière aux Écorces est habituellement gelée de la fin novembre au début avril, toutefois la circulation sécuritaire sur la glace se fait généralement de la mi-décembre à la fin mars.

## Géographie
Prenant sa source à quelque 820 m d'altitude, dans le "lac de la Hauteur des Terres", la rivière aux Écorces traverse le lac du même nom. Son parcours sur 120,3 kilomètres est orienté généralement vers le nord, presque entièrement compris dans la réserve faunique des Laurentides.
Les principaux bassins versants voisins de la rivière Morin sont :
- côté nord : bras des Angers, rivière Pikauba, ruisseau Plessis, ruisseau Barnabé, ruisseau L'Abbé, lac Kénogami ;
- côté est : rivière Sawine, rivière Morin, rivière aux Écorces Nord-Est, rivière Pikauba, rivière Pika, Petite rivière Pikauba, rivière Cyriac ;
- côté sud : rivière Métabetchouane, rivière Métabetchouane Est, rivière Cavée, rivière à Moïse ;
- côté ouest : rivière Métabetchouane, rivière Moncouche, rivière de la Chaine, rivière aux Canots.

La rivière aux Écorces prend sa source à l'embouchure du "Lac de la Hauteur des Terres" (longueur : 1,1 km ; altitude : 818 m) en zone forestière dans la réserve faunique des Laurentides. Cette source est située à :
- 2,0 km à l’ouest d'une tour de garde de feu, sise au sommet d'une montagne (altitude : 1 004 m) ;
- 2,7 km au nord-est du cours de la rivière Métabetchouane Est ;
- 19,7 km au sud-ouest de la route 175 ;
- 20,4 km à l’ouest du lac Jacques-Cartier ;
- 70,7 km au sud-est de la confluence de la rivière aux Écorces et de la rivière Pikauba ;
- 91,4 km au sud-est du lac Saint-Jean[3].

À partir de sa source, la rivière aux Écorces coule sur 120,3 km avec une dénivellation de 588 m entièrement en zone forestière, selon les segments suivants :
Cours supérieur de la rivière aux Écorces (segment de 36,7 km)
- 2,3 km vers le nord en formant une courbe vers l'est pour contourner une montagne (sommet à 911 m), puis traversant le lac de la Hauteur (longueur : 1,1 km) ; altitude : 803 m) ;
- 1,6 km d'abord vers le nord en traversant le lac Marceau (altitude : m), puis bifurquant vers l'ouest, jusqu'à la décharge (venant du nord du lac Écureuil) ;
- 6,7 km vers l'ouest en passant entre les montagnes, puis le sud-ouest, jusqu'à la décharge (venant du sud) du lac Villier ;
- 3,6 km vers l'ouest en serpentant, jusqu'au ruisseau des Sept Chutes (venant du nord-est) ;
- 2,7 km vers le sud-ouest en recueillant la décharge (venant du nord) du Lac de la Gemme, jusqu'à un coude de rivière correspondant à la décharge (venant du sud-est) du lac Thunay et du Petit lac Thunay ;
- 4,9 km vers le nord-ouest jusqu'à la confluence de la rivière aux Écorces du Milieu (venant du nord) ;
- 14,9 km vers le nord-ouest en recueillant le ruisseau Eugène (venant du sud) et la décharge (venant du nord) du lac du Ruisselet, ainsi qu'en courbant vers le nord en contournant des montagnes, et en recueillant la décharge (venant de l'ouest) du lac Belzébuth, jusqu'à la confluence de la rivière aux Écorces Nord-Est ;

Cours intermédiaire de la rivière aux Écorces, en avant de la rivière aux Écorces Nord-Est (segment de 30,8 km)
- 3,3 km vers le nord en formant un grand S et en recueillant le ruisseau Mater (venant du nord-ouest) ;
- 4,5 km en formant d'abord un crochet vers l'est, puis vers le nord en recueillant le ruisseau du Gros-Jos (venant du sud-est) et le ruisseau de l'Araignée (venant de l'est), jusqu’à la confluence de la rivière Trompeuse (venant du nord) ;
- 8,9 km vers le nord-ouest en formant quelques serpentins en zone de marais, jusqu’à la rive sud du lac Cadieux ;
- 6,1 km vers le nord-ouest en traversant le lac aux Écorces (longueur : 7,1 km ; altitude : 398 m), jusqu’à son embouchure ;
- 8,0 km vers le nord en formant de petits serpentins jusqu’à la rivière aux Canots (venant de l'est) ;

Cours intermédiaire de la rivière aux Écorces, en aval de la rivière aux Canots (segment de 31,0 km)
- 10,3 km vers le nord en formant une boucle vers l'ouest, jusqu’au ruisseau Fructus ;
- 4,8 km vers le nord en recueillant le ruisseau de l'Éclume (venant du sud-est), puis en courbant vers l'est, jusqu’au ruisseau à la Raquette (venant du sud-est) ;
- 2,8 km vers le nord en recueillant le ruisseau Dufour (venant de l'est), jusqu’au ruisseau Croche (venant de l'ouest) ;
- 7,9 km vers le nord en recueillant la décharge (venant de l'est) du lac Muskeg, puis en traversant les Rapides Deux Milles, jusqu'au ruisseau à Paul (venant du sud-ouest) ;
- 3,9 km vers le nord-ouest, puis le nord jusqu'à la décharge (venant du nord-ouest) du lac Currie ;
- 1,3 km vers le nord en coupant la route 169, jusqu'à la décharge (venant du nord-ouest) des lac de la Reine et Pelasse ;

Cours inférieur de la rivière aux Écorces (segment de 21,8 km)
- 3,8 km vers le nord en formant un grand S, jusqu’à la décharge (venant de l'ouest) des lac Latreuille et des Élans ;
- 4,4 km vers le nord-est en formant une grande courbe vers le nord-ouest pour contourner une montagne dont le sommet atteint m jusqu’à la confluence de la rivière Morin (venant du sud) ;
- 0,3 km vers le nord-est jusqu'à la confluence de la rivière Sawine (venant du sud-est) ;
- 5,6 km d'abord vers le nord-est sur km jusqu'à un coude de rivière, puis vers le nord-ouest en traversant des rapides, jusqu’à la décharge (venant de l'est) du lac Bouleau ;
- 7,7 km vers le nord en formant une courbe vers l'Ouest pour contourner une montagne dont le sommet atteint 426 m, puis en traversant une série de rapides, jusqu’à son embouchure[3].

La rivière aux Écorces se déverse sur la rive ouest de la rivière Pikauba. Cette confluence est située à :
- 5,7 km au sud-ouest de la confluence de la rivière Pikauba et du lac Kénogami ;
- 16,1 km au nord-est du lac de la Belle Rivière ;
- 17,1 km à l’ouest de la route 175 ;
- 32,4 km au sud-est du lac Saint-Jean ;
- 34,4 km au sud-ouest de la confluence de la rivière Chicoutimi et de la rivière Saguenay dans le secteur Chicoutimi de la ville de Saguenay[3].

À partir de la confluence de la rivière aux Écorces avec la rivière Pikauba, le courant descend successivement la rivière Pikauba sur 35,0 km vers le nord-est, puis le courant traverse le lac Kénogami sur 17,6 km vers le nord-est jusqu’au barrage de Portage-des-Roches, puis suit le cours de la rivière Chicoutimi sur 26,2 km vers l’est, puis le nord-est, et le cours de la rivière Saguenay sur 114,6 km vers l’est jusqu’à Tadoussac où il conflue avec l’estuaire du Saint-Laurent.

## Toponymie
Sur la carte d'Eugène Taché (1880), la rivière aux Écorces n'était qu'un segment d'environ 15 km de longueur, au sud du lac Kénogami, confluant alors avec la rivière Chicoutimi ; le reste du cours d'eau vers le sud, étant désigné «R. Upicauba». Toutefois, en 1886, l'arpenteur J. Maltais apportait une précision et attribuait au cours d'eau une longueur de 80 km. Dans les années 1950, le toponyme "rivière aux Écorces" était finalement retenu seul pour désigner cette rivière, alors qu'au début du siècle, et même jusqu'en 1942, l'identification, encore ambiguë, était Rivière aux Écorces ou Upikaubau.
Le toponyme « rivière aux Écorces » a été officialisé le 5 décembre 1968 à la Banque des noms de lieux de la Commission de toponymie du Québec.